# نیکولا مورو
نیکولا مورو (ایتالیایی: Nicola Murru؛ زادهٔ ۱۶ دسامبر ۱۹۹۴) بازیکن فوتبال اهل ایتالیا است که به عنوان دفاع چپ بازی می‌کند و در حال حاضر عضو تیم باشگاهی نیست.

## دوران باشگاهی
نیکولا مورو کار خود را در تیم زادگاهش، کالیاری آغاز کرد. در ماه ژوئیه سال ۲۰۱۱ او به ترکیب اصلی کالیاری راه یافت و اولین مسابقه خود را به عنوان یک حرفه‌ای در تاریخ ۲۰ دسامبر، در خانه انجام داد که از نیمه دوم وارد زمین شد و کالیاری در مقابل میلان ۰–۲ شکست خورد.
نیکولا مورو تنها در یک بازی در طول فصل ۲۰۱۲–۲۰۱۱ سری آ بر نیمکت ظاهر شد، که نتیجهٔ آن بازی یک تساوی ۰–۰ در مقابل فیورنتینا بود. در سال ۲۰۱۲، پس از انتقال الساندرو آگوستینی به تورینو، او به عنوان بازیکن تعویضی به جای دنیلو آولار (Danilo Avelar) عمل کرد. در سال بعد نیکولا مارو به عنوان انتخاب اول در ترکیب اصلی از آولار سبقت گرفت. در ۸ اکتبر سال ۲۰۱۳ او قرارداد خود را تا سال ۲۰۱۷ تمدید کرد.
او در ۱ ژوئیه ۲۰۱۷ به سمپدوریا پیوست.

## دوران ملی
پس از حضور با تیم‌های زیر ۱۷، زیر ۱۸ و زیر ۱۹ ایتالیا، مورو نخستین بازی خود را با تیم زیر ۲۱ سال ایتالیا در ۵ مارس ۲۰۱۴، در بازی‌های مقدماتی برابر ایرلند شمالی انجام داد.
در ژوئن ۲۰۱۷ وی توسط لوئیجی دی بیاجو به تیم زیر ۲۱ سال ایتالیا برای شرکت در جام ملت‌های اروپا زیر ۲۱ سال اروپا ۲۰۱۷ دعوت شد.